# 邱吉爾機場
邱吉爾機場（英語：Churchill Airport），是位於加拿大曼尼托巴省北部邱吉爾鎮東南側約3海里（5.6；3.5英里）的機場，以服務邱吉爾鎮的旅客為主。雖然機場為小型地方機場，但因為邱吉爾鎮知名的生態旅遊與極地研究，旅客數以小機場而言相對不少。

## 歷史
邱吉爾機場原本為第二次世界大戰期間由加拿大政府批准、美國空軍所建立的「Fort Churchill」軍事設施的一部分。1950年代起，開始支援鄰近的「邱吉爾火箭研究中心」（Churchill Rocket Research Range）。機場之後成為美國空軍第813策略航太聯隊的基地。

## 跑道
邱吉爾機場跑道長度為9,195英尺（2,803），可提供波音747或波音777緊急起降與停靠。

## 航點
| 航空公司 | 目的地               |
| -------- | -------------------- |
| 安心航空 | 季節性: 湯普森       |
| 第一航空 | Rankin Inlet, 溫尼伯 |